# スカグウェイ (アラスカ州)
スカグウェイ（英: Skagway、[ˈskæɡweɪ]）は、アメリカ合衆国アラスカ州の南東部、アラスカパンハンドルに位置する（第1級）郡である。以前は1900年に法人化された都市（都心部は北緯59度27分30秒 西経135度18分50秒 / 北緯59.45833度 西経135.31389度に位置する）であり、2007年6月5日にアラスカ州の郡（borough）として改組された。正式名称は "Municipality of Skagway Borough" であり通常のアラスカ州の郡（例えば "Denali Borough"）とは表記が異なる。また類似したヤクタト市郡は "Yakutat City and Borough" と表示されている。ここではスカグウェイ郡自治市と訳す。2010年国勢調査での人口は968人である。ただし、夏の間の90万人を超える観光客に対処するために町の人口は倍増する。
スカグウェイ港はクルーズ客船の停泊地として人気があり、観光業が町の経済で重要な役割を果たしている。狭軌鉄道であり、この地域の鉱業の歴史の一部だったホワイト・パス・アンド・ユーコン・ルートが現在では夏季のみ観光目的で運行されている。また作家ジャック・ロンドンの小説『野性の呼び声』の舞台になった場所でもある。
スカグウェイ（Skagwayだが、当初はSkaguayと綴られた）という郡名はトリンギット語の地名SkaguaまたはShgagwèiから来ており、「水に白波の立つ風の強い場所」を意味している。

## 歴史
現在のスカグウェイの町がある地域には前史時代からトリンギット族が住んでいた。彼らは地域の水域と森で漁労と狩猟を行い、海岸部や内陸部にすむ人々との交易で繁栄するようになっていた。
初期スカグウェイの著名な人物の一人がウィリアム・"ビリー"・ムーアであり、元は蒸気船の船長だった。ムーアは1887年国境調査遠征隊の一員として、海岸山脈を越える峠の調査を初めて行ったことが記録されている。その峠は後にホワイトパスと呼ばれるようになった。ムーアは、現在はカナダのユーコン準州との国境にあるクロンダイク地域に金が眠っていると信じた。なぜなら南アメリカ、メキシコ、カリフォルニア州およびブリティッシュコロンビア州にある類似した山岳地帯で金が発見されていたからだった。1887年、ムーアとその息子のベンがスカグウェイ川河口に160エーカー (640,000 m2) の土地を登録した。彼らはこの土地が金鉱原に直接繋がる道を提供してくれると考えたので、この地に入植することにした。将来金の探鉱者が通過することを予測して、丸太小屋、製材所および桟橋を建設した。
当時アラスカ・パンハンドル地域のカナダとアメリカ合衆国の国境は曖昧にしか定義されていなかった。1867年にアメリカ合衆国がロシア帝国からアラスカを買収したときの領有権主張範囲とイギリスが主張する海岸部の領有権主張範囲には重複する部分があった。1871年にブリティッシュコロンビア州がカナダに加入した後、カナダは測量を要求したが、アメリカ合衆国はその地域が遠隔であること、人がほとんど住んでいないこと、経済あるいは戦略的な利点が限られていることを挙げて、費用が掛かりすぎるとしてその考えを拒否した。
クロンダイク・ゴールドラッシュがその状況を一変させた。1896年、カナダのユーコン準州にあるクロンダイクで金が発見された。1897年7月29日、蒸気船クィーン号がムーアの桟橋に横付けし、金探鉱者を降ろした最初の船になった。さらに多くの船が期待を抱いた数多い坑夫達をこの新しい町に運んできて、その者たちはカナダの金鉱原まで500マイル (800 km) の旅の準備を始めた。ムーアは一攫千金の探鉱者達に侵略されて、土地を奪われ、他人に売却された。

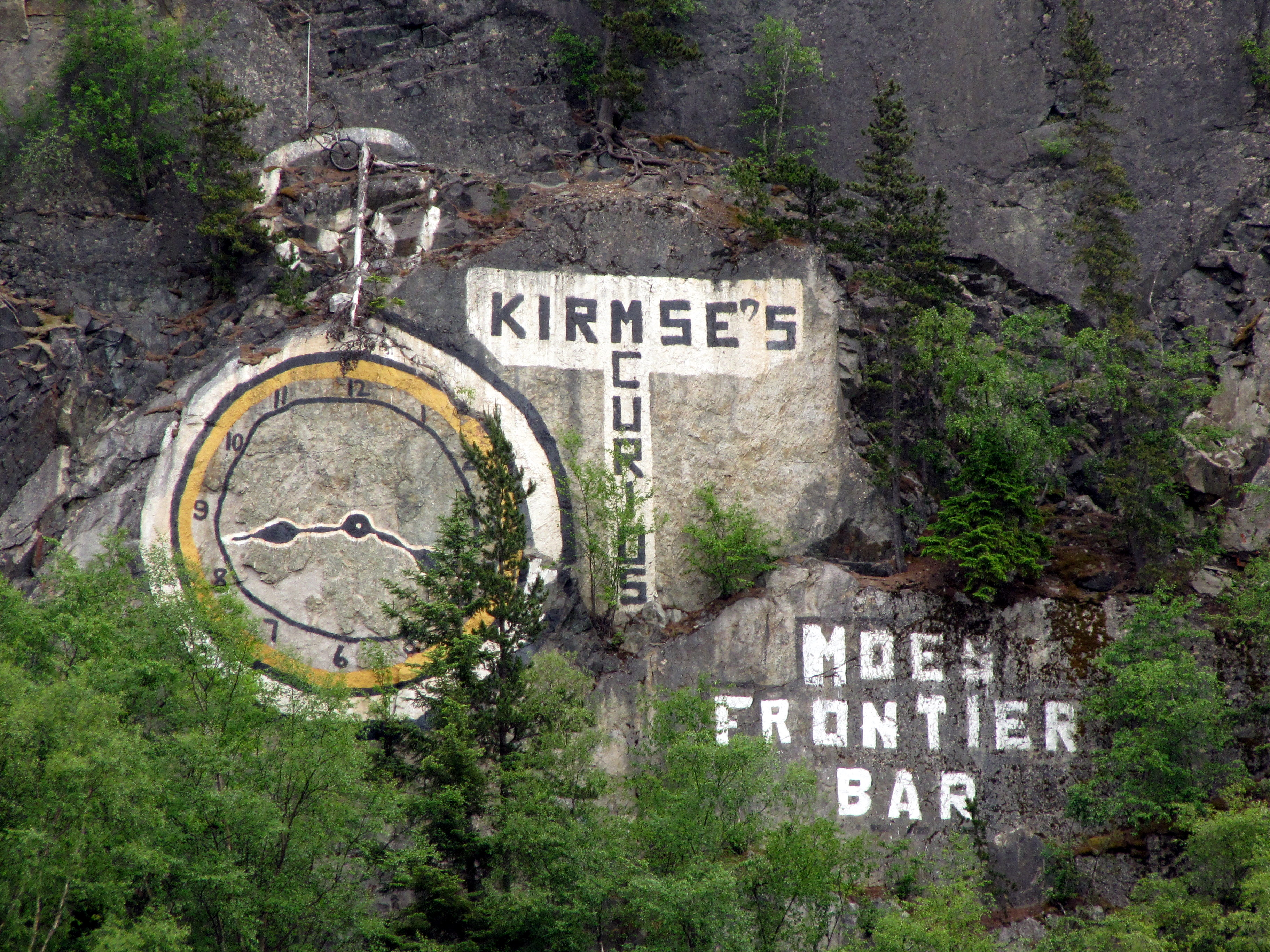
ゴールドラッシュ時代の広告、谷の東壁を形成する山の一つに書かれている

この地域の人口は急速に膨れ上がって3万人に達し、その大半がアメリカ人探鉱者だった。金鉱原への道が困難であることを認識した者たちは町に留まって、坑夫に商品やサービスを賄う道を選んだ。スカグウェイの町のぬかるんだ通りには、数週間のうちに店舗、酒場や事務所が並んだ。1898年春の人口は8,000人と推計されており、毎週約1,000人の坑夫がこの町を通り過ぎた。1898年6月までに人口は8,000人ないし10,000人となり、スカグウェイはアラスカで最大の都市になった。
突然人々が流入したことによる変化の1つとして、より経験を積んだ者達が坑夫達に法外な運賃で輸送サービスを行ったことだった。待遇に不満な坑夫達集団が町の委員会を組織してその利益を守ろうとした。その集団の中で最も影響力のあった者は、カイザー、デイビッド・マッキニーおよびマーシャル・ボンドだったと推測できる。町の委員会は彼らの名前を町の通りの名に残している。委員会の坑夫達が一人また一人と北に移動していくに連れて、町の統制は新参者やジェファーソン・ランドルフ・"ソーピー"・スミスが組織した地元住民にの中で無法化していった。

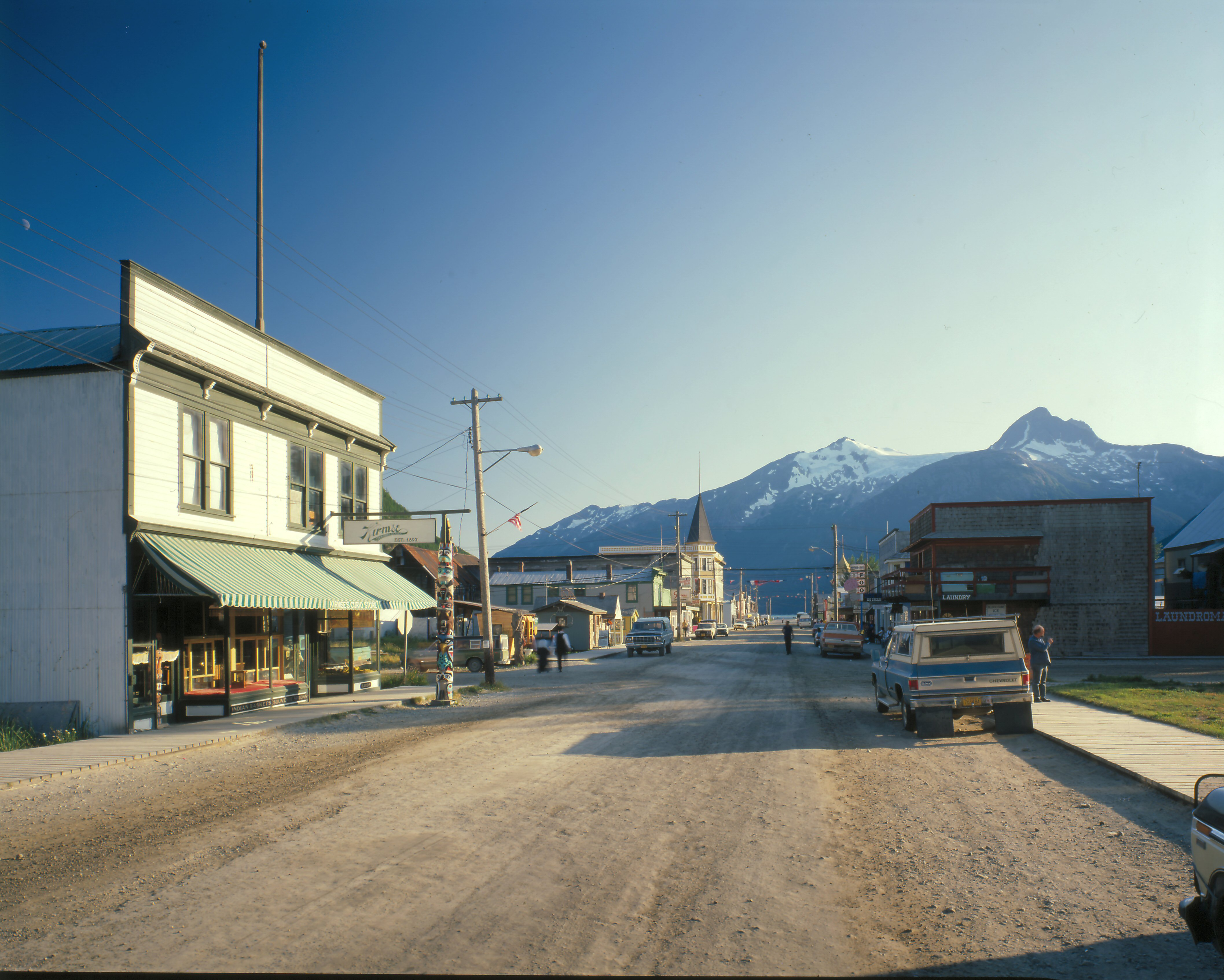
スカグウェイのブロードウェイ・アベニュー、1980年代初期

1897年から1898年に掛けて、スカグウェイは無法の町であり、その様子はノースウェスト騎馬警官の一人が「この世の地獄と変わらない」と表現していた。スカグウェイの通りには喧嘩、売春および酒がいつもあった。この時代の最も目立った人物が無法者ソーピー・スミスだった。スミスは自身を貧困者には親切で寛大な恩恵を与える者と思わせることを好んだ世慣れた詐欺師だった。優雅な振る舞いで未亡人には金を与え、私刑を止めるような行動の一方で、泥棒組織を動かし、トランプ、サイコロなどいんちき賭博で坑夫から金を巻き上げさせた。その電報事務所では世界中のどこでも電報を送るために5ドルを徴収した。鉱山師達は1901年までスカグウェイから電報を送る設備が無いことを認識することなく、故郷の仲間に伝言を送っていた。スミスはまた包括的なスパイのネットワーク、スカグウェイ軍事中隊と呼ぶ私設の民兵組織、新聞、連邦副保安官を支配し、町を徘徊する泥棒と詐欺師の集団を支配していた。1898年7月8日、有名なジュノー桟橋の射殺事件で、ソーピーはフランク・リードとジェシー・マーフィーに射殺された。スミスも何とか反撃したが、目撃者の証言では2人が同時に発砲し、フランク・リードはその時に受けた傷がもとで2日後に死亡した。ジェシー・マーフィーが実際にスミスを殺した男だった。毎年夏に98年の日々というショーが行われ、スカグウェイにおけるスミスの犯罪と死が演じられている。

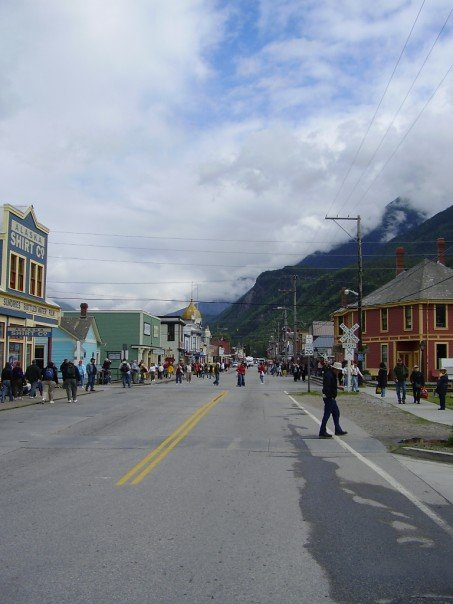
観光シーズンのスカグウェイ、ブロードウェイ・アベニュー

金探鉱師の旅は、スカグウェイから上流のホワイトパスを越えて山岳に上ったときに始まり、カナダ国境のベネット湖あるいはその隣接する湖の一つに進んで、平底舟を組み立て、ユーコン川に浮かべてドーソン・シティ周辺の金鉱原に下るものだった。他にスカグウェイの北西にあるダイイー近くで船を降り、当時存在したトリンギット族の交易道を辿って北のチルクートパスを越え、湖群に至るものがあった。ダイイーのルートは大きな汽船が到着するようになり、その港が高潮の時以外は浅かったので、廃れていった。
カナダの当局はホワイトパスの北側でカナダにハイツ金炭鉱師のそれぞれに1米トン (909 kg) の物資を持参させ、冬の間も飢えないようにさせた。このことは金炭鉱師に大きな負担を負わせ、さらには険しい峠を上る益獣にも負担になった。
1898年、スカグウェイからホワイトパスに至る側に蒸気で駆動される全長14マイル (22 km) の索道（ロープウェイ）が建設され、その運賃を払うことのできる金炭鉱師の負担を軽減した。ダイイーを越えるチルクートパスの方にもチルクート・トレイル・トラムウェイズの運転が始められた。1896年、クロンダイク・ゴールドラッシュが始まる前に、投資家の一団がこのルートを越える鉄道の可能性を予見していた。ホワイト・パス・アンド・ユーコン・ルートがスカグウェイで狭軌鉄道を敷設し始めたのは1898年5月になってからだった。この鉄道駅は1898年9月から12月の間に建設された。このことで、スカグウェイには港と鉄道駅の双方ができたので、ダイイー・ルートの可能性が無くなった。
アラスカでは最初の学校であるマカビー・カレッジが建設され、1899年にはカレッジ予備高校のカリキュラムが始められた。この学校は1900年に完工した。

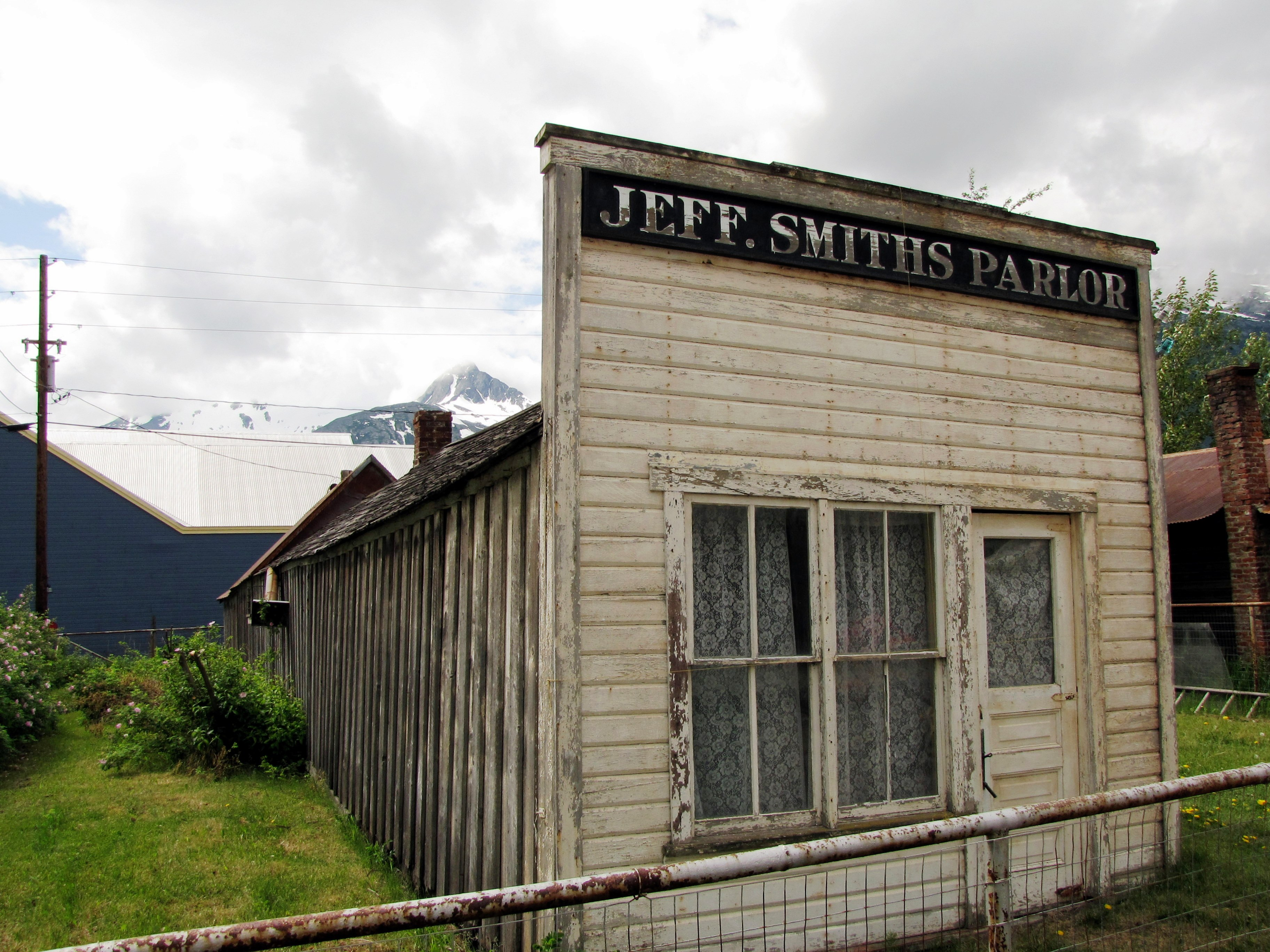
ジェフ・スミス・パーラー、ソーピー・スミスの拠点

1899年までに金を求める人の流れが止まり、スカグウェイの経済は衰退を始めた。鉄道が完成した1900年までにゴールドラッシュはほとんど終わっていた。1900年、スカグウェイはアラスカ準州最初の都市として法人化された。スカグウェイの歴史の大半は歴史的な街のツアーバスを走らせたマーティン・イティエンなど初期住人によって救われた。イティエンはゴールドラッシュの墓地が完全に失われてしまうことを防止し維持することに貢献した。破壊される運命にあったソーピー・スミスの酒場（ジェフ・スミス・パーラー）を買収し、その中に市の初期歴史にまつわる物品を収納し、スカグウェイ初の博物館にした。
1923年7月、ウォレン・ハーディング大統領がそのアラスカ初の歴史的ツアーの途上でスカグウェイを訪れた。ウォレン・ハーディングはその在任中にアラスカを旅した初の大統領になった。
今日のスカグウェイにはクロンダイク・ゴールドラッシュ国定歴史公園とホワイトパス・トレイルおよびチルクート・トレイルが残っている。ゴールドラッシュ時代の約100軒の建物が残る歴史地区がある。毎年約100万人の観光客が訪れ、その大半（およそ4分の3）はクルーズ客船で来る。ホワイト・パス・アンド・ユーコン・ルートは夏季限定でスカグウェイ周辺でその狭軌鉄道を観光用に運行させている。ホワイト・パス・アンド・ユーコン・ルートは内陸から銅鉱石を運び出してもいる。
スカグウェイは（ピーターズバーグやスワードと共に）特にドイツやオーストリアからのユダヤ人移民によるアラスカ開発に関する1939年スラッタリーリポートを裏書したことでは、アラスカでは数少ない町の一つである。
コリントンのアラスカン・アイボリー・アンド・ミュージアムはアラスカの長く驚異的な歴史（前史、ロシア植民地、南北戦争、ゴールドラッシュ、州昇格の1959年まで）に関わる私的収集品を収めており、無料で拝観できる。スカグウェイの「オールドタウン」観光地区のはずれ、5番アベニューとブロードウェイ・アベニューにある。

## 地理
スカグウェイは 北緯59度28分7秒 西経135度18分21秒 / 北緯59.46861度 西経135.30583度に位置する。
スカグウェイはリン運河の北端、タイヤ入江の頭にある狭い氷河に削られたバレーにある。リン運河はアラスカ南海岸の内陸航路の中では最北のフィヨルドである。アラスカ・パンハンドルに位置し、州都ジュノーからは北西に90マイル (144 km) 離れている。
アメリカ合衆国国勢調査局によれば、市域全面積は464.4平方マイル (1,203  km2)、このうち陸地は452.4平方マイル (1,172 km2)、水面は11.9平方マイル (31 km2)で水域率は2.56％である。アラスカ州の郡としては最小の面積である。スカグウェイ郡ができるまではブリストルベイ郡が最小だった。
隣接する郡
- ヘインズ郡 - 南、西
- カナダ、ブリティッシュコロンビア州、スティキーン地域 - 北、東

### 国立保護地域
- クロンダイク・ゴールドラッシュ国定歴史公園（部分、ワシントン州シアトルにもある）

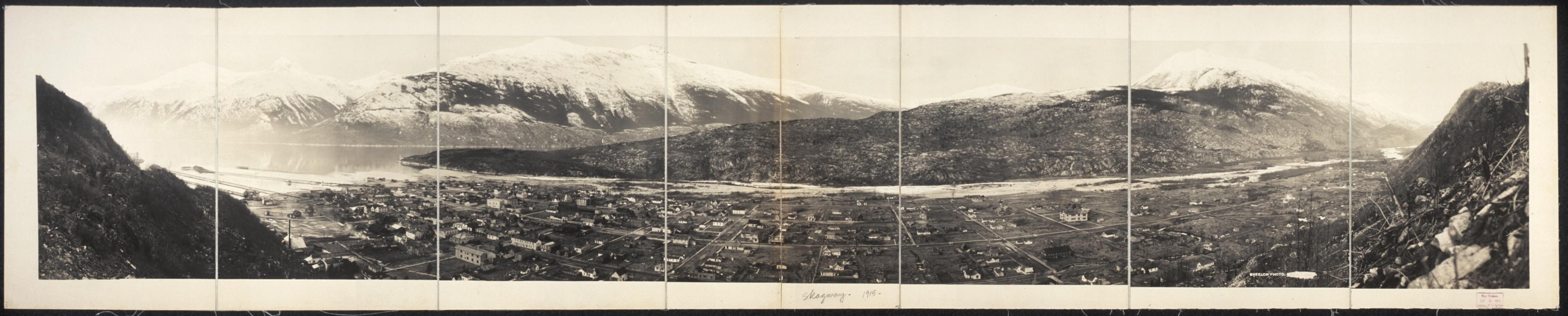
1915年頃のスカグウェイ

- トンガス国立の森（部分）

## 気候
| スカグウェイの気候             | スカグウェイの気候 | スカグウェイの気候 | スカグウェイの気候 | スカグウェイの気候 | スカグウェイの気候 | スカグウェイの気候 | スカグウェイの気候 | スカグウェイの気候 | スカグウェイの気候 | スカグウェイの気候 | スカグウェイの気候 | スカグウェイの気候 | スカグウェイの気候 |
| 月                             | 1月                | 2月                | 3月                | 4月                | 5月                | 6月                | 7月                | 8月                | 9月                | 10月               | 11月               | 12月               | 年                 |
| ------------------------------ | ------------------ | ------------------ | ------------------ | ------------------ | ------------------ | ------------------ | ------------------ | ------------------ | ------------------ | ------------------ | ------------------ | ------------------ | ------------------ |
| 最高気温記録 °C （°F）         | 9 (48)             | 15 (59)            | 15 (59)            | 24 (76)            | 28 (82)            | 32 (89)            | 33 (92)            | 33 (91)            | 25 (77)            | 20 (68)            | 15 (59)            | 11 (52)            | 33 (92)            |
| 平均最高気温 °C （°F）         | −3 (27)            | 1 (33)             | 4 (40)             | 10 (50)            | 15 (59)            | 18 (65)            | 20 (68)            | 18 (65)            | 14 (57)            | 8 (47)             | 2 (35)             | −1 (31)            | 9 (48)             |
| 平均最低気温 °C （°F）         | −8 (18)            | −6 (22)            | −3 (27)            | 1 (33)             | 4 (40)             | 8 (47)             | 10 (50)            | 9 (49)             | 7 (44)             | 3 (37)             | −3 (26)            | −6 (22)            | 1 (34)             |
| 最低気温記録 °C （°F）         | −26 (−15)          | −26 (−15)          | −18 (−1)           | −10 (14)           | −10 (14)           | −5 (23)            | −5 (23)            | −5 (23)            | −7 (19)            | −13 (8)            | −21 (−6)           | −26 (−14)          | −26 (−15)          |
| 降水量 mm （inch）             | 55.4 (2.18)        | 49.8 (1.96)        | 35.3 (1.39)        | 27.4 (1.08)        | 35.1 (1.38)        | 32.3 (1.27)        | 29.2 (1.15)        | 59.2 (2.33)        | 91.9 (3.62)        | 116.8 (4.60)       | 58.2 (2.29)        | 70.1 (2.76)        | 665.7 (26.21)      |
| 出典：National Weather Service |                    |                    |                    |                    |                    |                    |                    |                    |                    |                    |                    |                    |                    |

## 人口動態
以下は2010年の国勢調査による人口統計データである。
| 基礎データ - 人口: 862人 - 世帯数: 401世帯 - 家族数: 214家族 - 人口密度: 0.7人/km2（1.9人/mi2） - 住居数: 502軒 - 住居密度: 0.4軒/km2（1.1/mi2） 人種別人口構成 - 白人: 92.34% - ネイティブ・アメリカン: 3.02% - アジア人: 0.58% - 太平洋諸島系: 0.23% - その他の人種: 0.81% - 混血: 3.02% - ヒスパニック・ラテン系: 2.09% 年齢別人口構成 - 18歳未満: 20.5% - 18-24歳: 5.2% - 25-44歳: 34.6% - 45-64歳: 31.2% - 65歳以上: 8.5% - 年齢の中央値: 40歳 - 性比（女性100人あたり男性の人口） - 総人口: 109.2 - 18歳以上: 112.7 | 世帯と家族（対世帯数） - 18歳未満の子供がいる: 23.2% - 結婚・同居している夫婦: 46.9% - 未婚・離婚・死別女性が世帯主: 4.7% - 非家族世帯: 46.4% - 単身世帯: 36.2% - 65歳以上の老人1人暮らし: 6.7% - 平均構成人数 - 世帯: 2.15人 - 家族: 2.81人 収入と家計 - 収入の中央値 - 世帯: 49,375米ドル - 家族: 62,188米ドル - 性別 - 男性: 44,583米ドル - 女性: 30,956米ドル - 人口1人あたり収入: 27,700米ドル - 貧困線以下 - 対人口: 3.7% - 対家族数: 10% - 18歳未満: 0.0% - 65歳以上: 4.5% |

## 交通

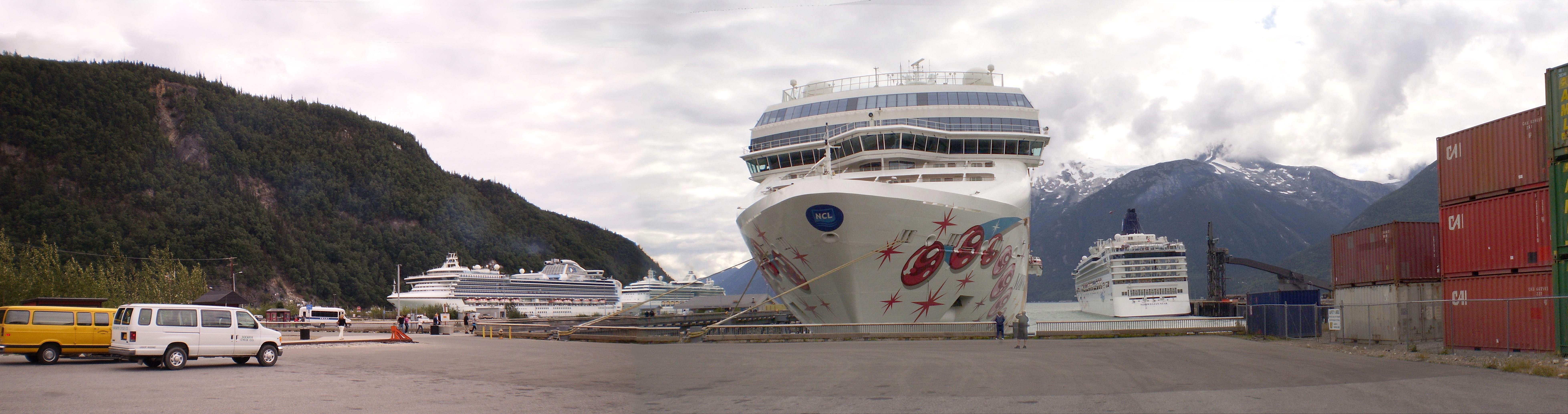
スカグウェイ港、クルーズ客船やフェリーで海洋に出ることができる

スカグウェイには道路網が通っており、アラスカ州南東部では3つしかないそのような町の1つである（他の2つの町はヘインズとハイダーである）。1978年に完工したクロンダイク・ハイウェイがスカグウェイを通っている。この道でアメリカ合衆国本土、ユーコン準州のホワイトホース、ブリティッシュコロンビア州北部およびアラスカ・ハイウェイと繋がっている。またアラスカ州のフェリー網を構成するアラスカ・マリーン・ハイウェイの重要な寄港地でもある。さらに重要で利用量の多いリン運河の北端港として機能している。
スカグウェイ空港では2つのアラスカブッシュ向け航空会社であるウィングス・オブ・アラスカとエアイクスカーションズの便を利用できる。

## メディア
スカグウェイでは月2回刊紙「スカグウェイ・ニューズ」が発行され、地域公共ラジオ局KHNSはヘインズに主要局があるがスカグウェイにもスタジオがあり、プログラムを制作している。ジュノーのラジオ局KINYがスカグウェイにある変換装置を運行しており、町全体で聴取できる。
また無料地域紙「キャピタルシティ・ウィークリー」も入手できる。
コメディーグループ「三ばか大将」のショートコント『In the Sweet Pie and Pie』で、スカグウェイが「イーダムのネクタイには3つの便利な場所がある。アラスカ州のスカグウェイ、リトルアメリカ（南極のアメリカ探検基地）、およびパゴパゴだ（アメリカ領サモアの首都）」という面白い表現があった。
1995年にアンソニー・マンが監督した西部映画The Far Countryにスカグウェイが登場した。
コンピュータ・ゲームYukon Trailにはスカグウェイの町が出てくる。
アメリカ合衆国国土安全保障省の職員を登場させたテレビ番組Homeland Security USAのエピソードでは、スカグウェイの国境通過地点がアメリカで最後に使われた越境点だとされた。